# Шепли 1
Шепли 1 (Shapley 1, Sp 1, PLN 329+2.1) — кольцеобразная планетарная туманность в созвездии Наугольника; имеет видимую звёздную величину +12,6. При наблюдении с Земли имеет форму тора, что, возможно, вызвано перпендикулярностью луча зрения наблюдателя и орбиты центральной двойной звезды.
Туманность была открыта в 1936 году Харлоу Шепли. Расстояние до туманности составляет около 4900 световых лет (по другим данным, расстояние составляет около 1000 св. лет), возраст оценивается в 8700 лет. Угловые размеры туманности равны  1,1 угловой минуты, что соответствует диаметру туманности, равному трети светового года. В центре туманности находится двойная звезда с периодом обращения около 2,9 дня.